# Bahnhof Plauen (Vogtl) ob Bf
Der Bahnhof Plauen (Vogtl) ob Bf ist der größte Bahnhof der Stadt Plauen. Er ist zentraler Knotenpunkt des Schienenverkehrs im Vogtland und wird von der Deutschen Bahn unterhalten und betrieben.

## Geschichte
Der Bahnhof wurde am 20. November 1848 eröffnet; vorerst verkehrten aber nur Züge in Richtung Hof. Der Lückenschluss der Bahnstrecke Leipzig – Reichenbach – Plauen – Hof zwischen Reichenbach und Plauen fand erst 1851 statt. Nach der Aufnahme des durchgängigen Verkehrs gelangte er zu seiner eigentlichen Bedeutung.
Mit dem Bau der Verbindung Plauen – Oelsnitz, wo der Anschluss an die schon bestehende Strecke von Herlasgrün nach Eger (Voigtländische Staatseisenbahn) erfolgte, wurde 1871 begonnen. Die Station wurde durch Verlegung von drei Gleisen südlich des bestehenden Empfangsgebäudes zum Inselbahnhof. Neben Gleiserweiterungen entstanden in dieser Zeit auch ein neuer Güterschuppen sowie ein Heizhaus samt Lokbehandlungsanlagen. Am 1. November 1874 wurde der Abschnitt Plauen – Oelsnitz eröffnet, dem das Teilstück Oelsnitz – Eger der Voigtländischen Staatseisenbahn zugeschlagen wurde.
1875 erhielt der Bahnhof den Zusatz oberer Bahnhof, da mit der Eröffnung der Bahnstrecke Gera Süd – Weischlitz die Stadt einen zweiten Bahnhof erhielt, den Unteren Bahnhof.
Obwohl der obere Bahnhof mehrfach ausgebaut wurde, reichten die Bahnanlagen nach der Jahrhundertwende nicht mehr aus. Jährlich nutzten die Station 4 Millionen Reisende, damit lag der Bahnhof an siebter Stelle von allen sächsischen Bahnstationen. Daher wurde 1913 ein umfassender Bahnhofsumbau für über 6 Millionen Mark genehmigt; die notwendigen Arbeiten wurden durch den Ausbruch des Ersten Weltkriegs aber stark beeinträchtigt. Auch nach Kriegsende kam es aus Geldmangel kaum zu Baumaßnahmen. Immerhin konnten kleinere Maßnahmen schrittweise fertiggestellt werden, so 1923 der neue Bahnhofsplatz, 1930 die Brücke der Pausaer Straße und 1931 die neue Güterabfertigung. Ein Entwurf für ein neues Empfangsgebäude wurde 1938 vorgestellt, doch nach Beginn des Zweiten Weltkriegs wurde auch dieser Plan nicht mehr umgesetzt.

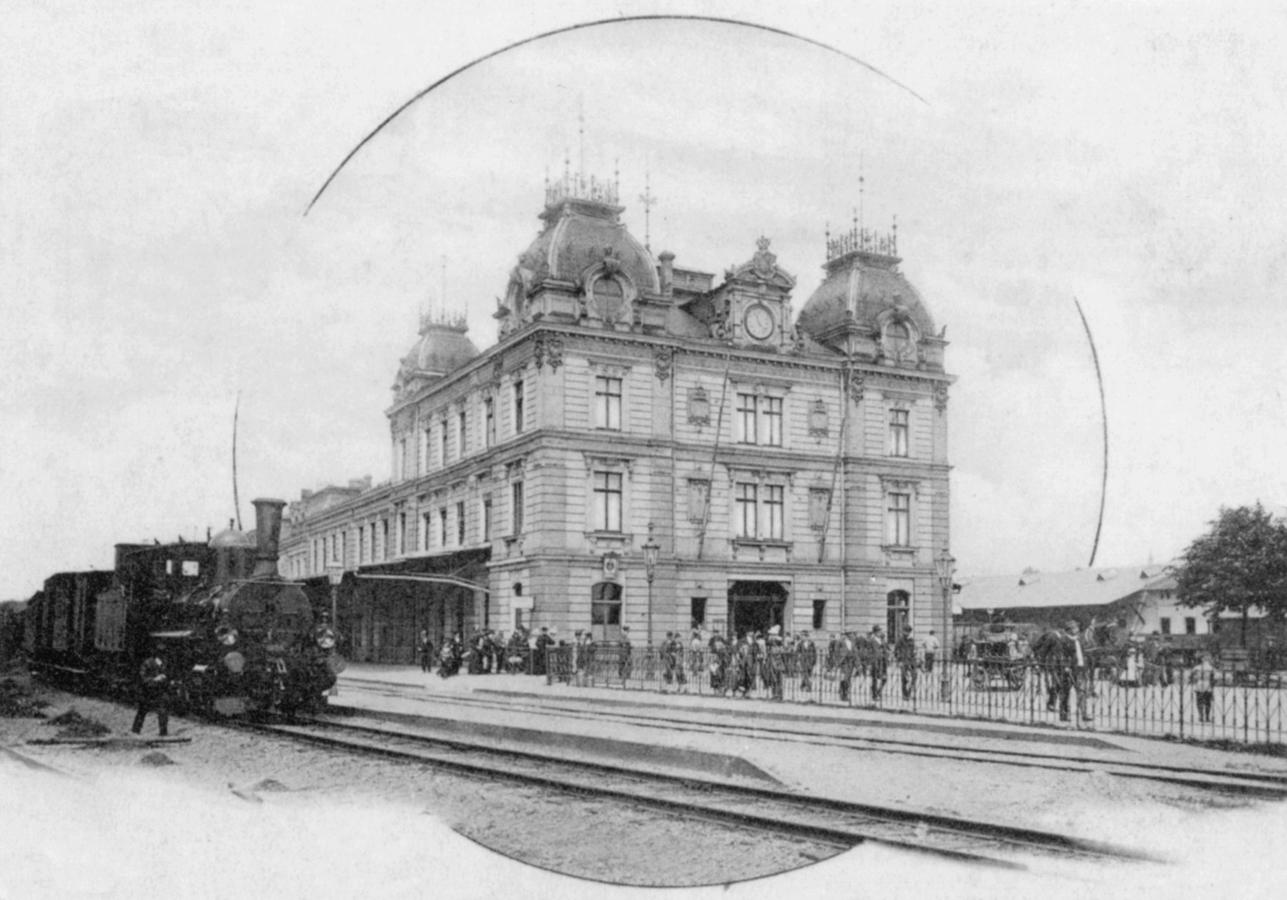
Altes Empfangsgebäude, Ankunft eines Zuges aus Eger (1910)

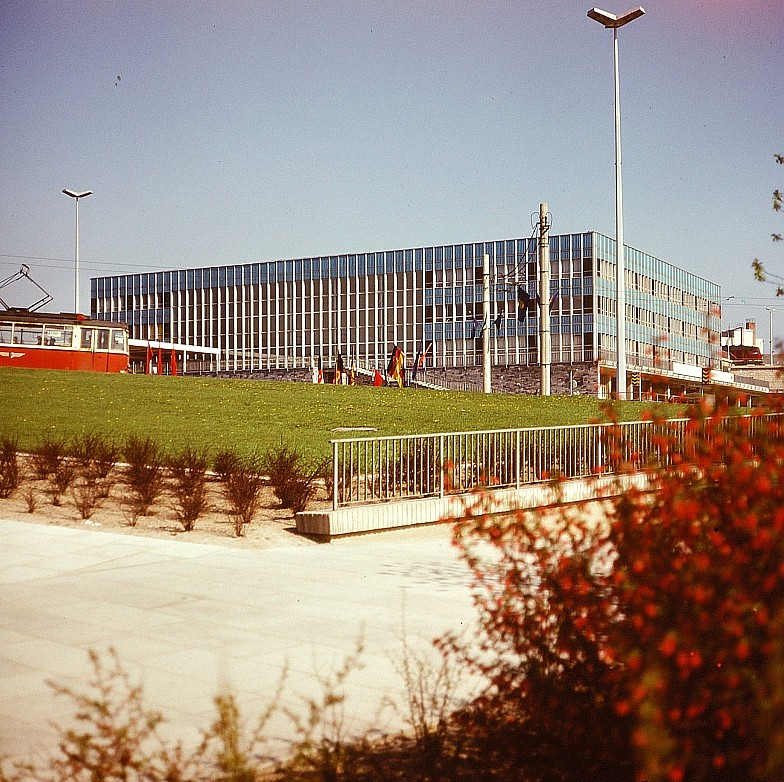
Empfangsgebäude (1975)

Luftangriffe auf Plauen erfolgten erst ab September 1944; ein vorrangiges Ziel bildeten dabei auch die Bahnanlagen der Stadt. Zunächst richteten die Bombardierungen wenig Schaden an; erst im Januar 1945 kam es zu größeren Zerstörungen, so auch am Ostteil des Empfangsgebäudes. Der größte Angriff am 10. April 1945 und der daraus entstandene Brand vernichteten fast alle noch vorhandenen Gebäude im Bahnhofsbereich, zudem wurden über 400 Wagen zerstört.
Nach Kriegsende wurden aufgrund zahlreicher Störungen vorerst nur Notbehelfe gebaut, die teilweise bis in die 1970er Jahre existierten. Für das 1945 komplett zerstörte Empfangsgebäude wurde beispielsweise eine einfache Baracke errichtet, die erst mit dem am 21. Dezember 1973 eingeweihten, heute noch betriebenen Empfangsgebäude ersetzt werden konnte. Dieser Neubau in Seitenlage entsprach den Planungen um die Jahrhundertwende. Baubeginn war 1970, das Richtfest wurde im Frühjahr 1972 gefeiert. Die Baukosten des Bahnhofes beliefen sich auf 58 Millionen Mark. Der Zweckbau mit der charakteristischen Vorhangfassade aus türkisblau emaillierten Stahl-Aluminium-Verbundprofilen steht seit 2008 unter Denkmalschutz. In der Wandhalle hinter der markanten Glas-Alufront prangt eine Kupferwandgestaltung der Künstler Martin Schmidt und Walter Rahm mit dem Titel „Die Stadt Plauen und ihre Bürger“. Der Bahnhof hatte weiterhin eine große Bedeutung im Verkehr, so nutzten etwa 10 000 Reisende täglich den Bahnhof; zahlreiche Fernverkehrszüge fuhren den Bahnhof an, darunter auch internationale Fernzüge wie der Karlex.
Am 18. November 2006 gingen die bisherigen örtlich besetzten Stellwerke des Bahnhofs außer Betrieb, nachdem im Bahnhof ein elektronisches Stellwerk der Bauform L 90 des Herstellers Thales in Betrieb genommen wurde. Es wird im Regelbetrieb aus der Betriebszentrale Leipzig bedient. Die Bahnhofsansagen kommen seitdem vorübergehend aus Zwickau (die Steuerung ist ebenfalls von Leipzig aus vorgesehen).
Seit Oktober 2021 stehen in der Empfangshalle zwei als Eisenbahner dargestellte Skulpturen der Comicreihe „Vater und Sohn“ des Plauener Zeichners Erich Ohser. Im Zuge der Konjunkturprogramme wird das Empfangsgebäude mit energetischen Maßnahmen durch die DB Station&Service saniert. Am 21. Dezember 2023 wurde das 50-jährige Bestehen des neuen Empfangsgebäudes durch die Deutsche Bahn gewürdigt.

### Lokstation Plauen

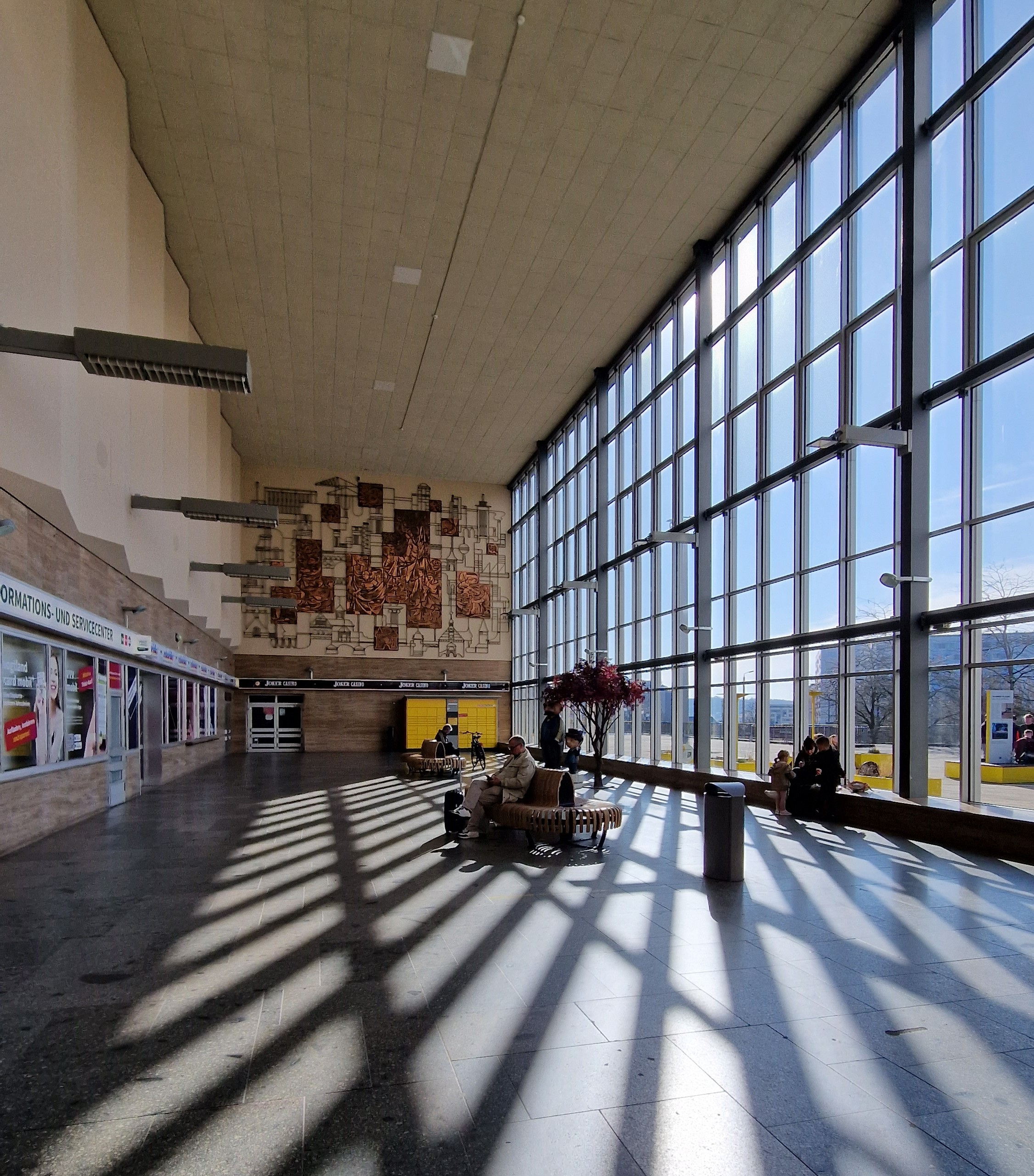
Wanddekoration in der Empfangshalle (2024)

Bereits zwischen 1848 und 1851 bestand in Plauen ein provisorisches Heizhaus, das nach Eröffnung des durchgehenden Verkehrs nicht mehr benötigt wurde. Erst mit dem Streckenbau Richtung Oelsnitz entstand wieder ein Heizhaus samt Drehscheibe und Lokbehandlungsanlagen. Das Heizhaus und die Drehscheibe wurden 1902 durch ein neues sechsständiges Gebäude samt neuer 18 m-Drehscheibe ersetzt. Nach der Gründung der Deutschen Reichsbahn und den damit verbundenen Umstrukturierungen kam der Lokbahnhof zunächst zum Bw Reichenbach und 1928 schließlich zum Bw Adorf.
Da nach Ende des Zweiten Weltkriegs zahlreiche Fernverkehrszüge in Plauen endeten, war die Drehscheibe für die meisten langen Schnellzuglokomotiven zu kurz und wurde deshalb auf 24 Meter vergrößert. Die Anlagen wurden bis in die 1990er Jahre rege genutzt, seitdem verfallen sie.

## Verkehrsanbindung

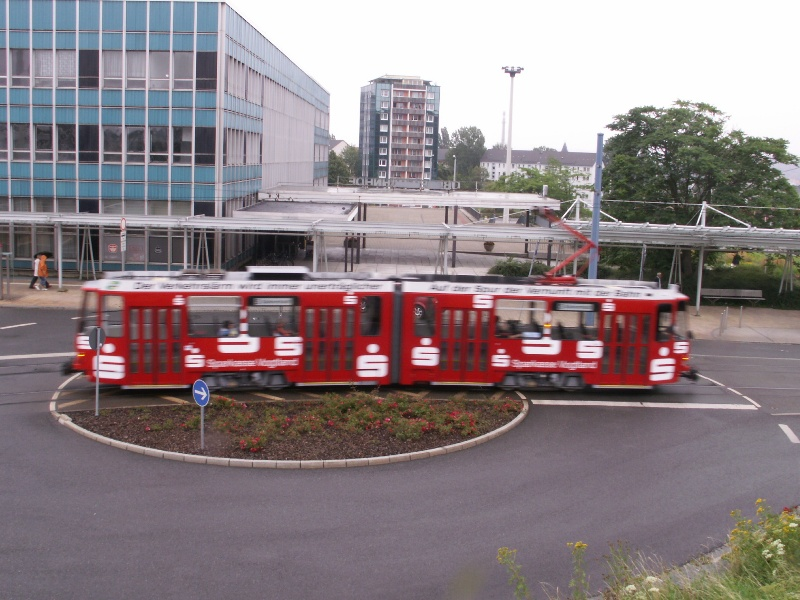
Verknüpfung zur Straßenbahn

### Öffentlicher Nahverkehr
Direkt neben dem Bahnhof befindet sich der Busbahnhof der Stadt. Hier beginnen und enden verschiedene Buslinien in die Region. Auch überregionale Buslinien bedienen diese Zugangsstelle. Sowohl direkt neben dem Bahnhofsgebäude als auch etwas unterhalb an der Pausaer Straße befinden sich Haltestellen der Straßenbahn Plauen, die von verschiedenen Linien bedient werden. Zusätzlich befindet sich vor dem Haupteingang des Bahnhofs ein Taxistand.
Folgende ÖPNV-Linien bedienen den Bahnhof:
Stand: 27. Oktober 2024
| Linie | Endpunkte                 | Verlauf                                      | Verkehrsunternehmen     | Klassifizierung    |
| ----- | ------------------------- | -------------------------------------------- | ----------------------- | ------------------ |
| 3     | Oberer Bahnhof – Neundorf | Am Albertplatz – Tunnel                      | Straßenbahn Plauen      | Straßenbahn        |
| 5     | Waldfrieden – Plamag      | Vogtland-Klinikum - Tunnel - Oberer Bahnhof  | Straßenbahn Plauen      | Straßenbahn        |
| 6     | Plamag – Reusa            | Oberer Bahnhof – Tunnel – Vogtlandklinikum   | Straßenbahn Plauen      | Straßenbahn        |
| 40+   | Plauen – Steinsdorf       | Reißig – Jößnitz                             | Plauener Omnibusbetrieb | PlusBus            |
| 42    | Plauen – Zeulenroda       | Syrau – Mehltheuer – Pausa                   | Plauener Omnibusbetrieb | TaktBus            |
| 50+   | Plauen – Rodewisch        | Taltitz – Oelsnitz – Falkenstein – Auerbach  | Plauener Omnibusbetrieb | PlusBus            |
| 63    | Plauen – Plohn            | Neuensalz – Treuen – Lengenfeld              | Plauener Omnibusbetrieb | TaktBus            |
| 70+   | Plauen – Rodewisch        | Theuma – Bergen – Falkenstein – Auerbach     | Plauener Omnibusbetrieb | PlusBus            |
| 74    | Plauen – Thoßfell         | Jocketa – Neudörfel – Helmsgrün              | Plauener Omnibusbetrieb | RufBus / SaisonBus |
| 90+   | Plauen – Aschberg         | Oberlosa – Oelsnitz – Schöneck – Klingenthal | Plauener Omnibusbetrieb | PlusBus            |
| 92    | Plauen – Bad Elster       | Oelsnitz – Adorf                             | Plauener Omnibusbetrieb | TaktBus            |
| 143   | Plauen – Schleiz          | Syrau – Mehltheuer – Mühltroff               | KomBus                  |                    |
| 163   | Plauen – Hirschberg       | Weischlitz – Reuth – Tanna – Gefell          | KomBus                  |                    |

### Regionalverkehr
Aufgrund seiner Funktion als Nahverkehrsknoten wurde der Bahnhof von der Deutschen Bahn als Bahnhof der Preisklasse 3 zugeordnet. Der Bahnhof verfügt über sechs Bahnsteige und einen Güterbahnhof, der vor allem als Umschlagplatz für Holz dient. Im Fahrplanjahr 2022 halten am Bahnhof Plauen (Vogtl) ob Bf folgende Linien:
| Linie | Linienverlauf | Takt (min)                                                                        | EVU                                                |
| ----- | --- | --------------------------------------------------------------------------------- | -------------------------------------------------- |
| RE 3  | Dresden – Freiberg (Sachs) – Chemnitz – Glauchau (Sachs) – Zwickau (Sachs) – Plauen (Vogtl) ob Bf – Hof                | 60                                                                                | Bayerische Oberlandbahn (Mitteldeutsche Regiobahn) |
| RB 2  | Zwickau Zentrum – Zwickau (Sachs) – Reichenbach (Vogtl) – Plauen (Vogtl) ob Bf – Adorf (Vogtl) – Bad Brambach (– Cheb) | 60 (Zwickau–Adorf) 120 (Adorf–Bad Brambach)                                       | Die Länderbahn (Vogtlandbahn)                      |
| RB 5  | (Mehltheuer –) Plauen (Vogtl) ob Bf – Herlasgrün – Falkenstein (Vogtl) (– Zwotental – Klingenthal – Kraslice)          | 60 (Plauen ob Bf–Falkenstein) 120 (Mehltheuer–Plauen ob Bf; Falkenstein–Kraslice) | Die Länderbahn (Vogtlandbahn)                      |

#### Zukünftige Linien
Ab Dezember 2026 wird der Bahnhof durch die Linie S5X (Plauen-Leipzig-Halle) der Länderbahn an das Mitteldeutsche S-Bahn-Netz angeschlossen.

#### Ehemalige Linien
Von Juni 2005 bis September 2012 existierte der Vogtland-Express der Vogtlandbahn, die einzige Direktverbindung nach Berlin. Zwischen dem 16. Februar und dem 8. April 2009 wurde diese Verbindung kurzzeitig und ab 2015 komplett eingestellt.

## Elektrifizierung

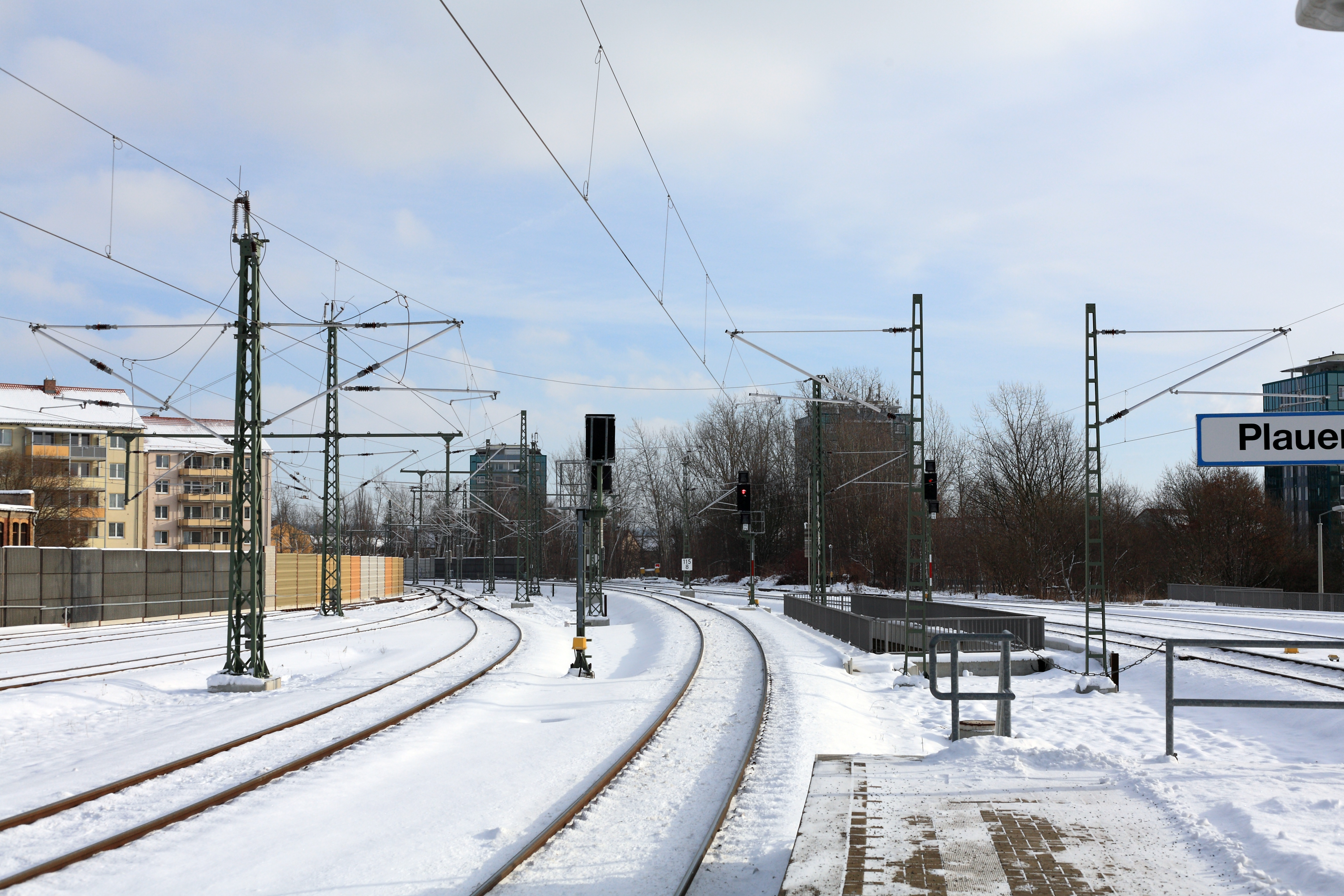
Ausfahrgleise Richtung Reichenbach ob Bf nach Abschluss der Elektrifizierung 2012

Bis Ende 2012 erreichte die Elektrifizierung der Strecke von Reichenbach aus auch den oberen Bahnhof in Plauen. Der Bau verlief in mehreren Abschnitten, am 6. Februar 2012 begann zunächst ein eingleisiger Betrieb zwischen Herlasgrün und Plauen. Es erfolgten Freischnittarbeiten auf der Strecke, um störende Bäume und Sträucher zu beseitigen. Ab dem 12. Februar war die Brücke an der Pausaer Straße gesperrt, der Abbruch begann am 5. März und war am 27. März 2012 abgeschlossen. Ende Februar begannen auf dem Gelände des Oberen Bahnhofs die Elektrifizierungsarbeiten mit Rammgründungsarbeiten für die Mastfundamente und dem Gießen der Fundamente. Diese Arbeiten wurden auf dem betroffenen Streckenabschnitt während des eingleisigen Betriebes durchgeführt. Die ersten Oberleitungsmasten wurden in der Woche 19. – 23. März im Bahnhofsbereich Plauen aufgestellt. Bis Ende 2012 war die Elektrifizierung abgeschlossen, 2014 wurden nur noch kleinere Folgemaßnahmen erledigt. Die Bahnsteiggleise 1 und 2, über die keine Fahrten von und nach Hof möglich sind, wurden nicht mit überspannt.